# Андрієш (фільм)
«Андріє́ш» (рос. «Андриеш») — український радянський художній фільм 1954 року режисерів Якова Базеляна і Сергія Параджанова за однойменною казкою Єміліана Букова.

## Сюжет
Казка про молодого пастуха, що мріяв стати витязем.

## У ролях
- Костя Руссу —  Андрієш
- Нодар Шашик-огли —  богатир Войнован
- Людмила Соколова —  Ляна
- Кирило Штірбу —  Пекале
- Євген Уреке —  велетень Стримбе-Лемнія
- Домніка Дарієнко —  сліпа
- Роберт Візиренко-Клявін —  Чорний Вихор
- Трифон Грузин —  Барба-Кот
- Людмила Сосюра —  епізод
- Гіулі Чохонелідзе —  епізод

## Творча група
- Автори сценарію: Єміліан Буков, Григорій Колтунов, Сергій Лялін, Вадим Коростильов
- Режисери-постановники: Яків Базелян, Сергій Параджанов
- Оператори-постановники: Вадим Верещак, Сурен Шахбазян
- Режисер: В. Герлак
- Композитори: Ігор Шамо, Григоріу Тирцеу
- Художники: Віктор Нікітін, Олег Степаненко (декорації)
- Художник по котюмах: Євгенія Гамбурд
- Художник по гриму: Ніна Тихонова
- Звукооператор: Микола Медведєв
- Режисер монтажу: Варвара Бондіна
- Комбіновані зйомки: оператор — Микола Іллюшин; художник — Фелікс Вакеріса-Гальдос
- Редактор: Л. Чумакова
- Директор картини: Н. Вайнтроб
- Заступник директора: Олексій Ярмольський